# Antônio Neder
Antônio Neder (Além Paraíba, 22 de junho de 1911 — Petrópolis, 1 de agosto de 2003) foi um magistrado brasileiro.
Filho de João José Neder e Zahie S’lameh Neder, formou-se na Faculdade de Direito do Rio de Janeiro, em 1937. Com longa carreira na magistratura, foi nomeado ministro do Supremo Tribunal Federal (STF) em 1971 e exerceu a presidência do STF entre 1979 e 1981.